# Chlamydomonas reinhardtii
La Chlamydomonas reinhardtii es un alga unicelular de 10 micrómetros de diámetro que nada con dos flagelos.

C. reinhardtii contiene un cloroplasto en forma de copa, que ocupa el 40% del volumen de toda la célula. Los depósitos de almidón típicamente rodean el pirenoide y también se acumulan entre las membranas de tilacoides. Las mitocondrias aparecen como orgánulos alargados que forman una red interconectada. El núcleo tiene 2-4 µm de diámetro. El aparato de Golgi se localiza en las cercanías del núcleo y el retículo ER.

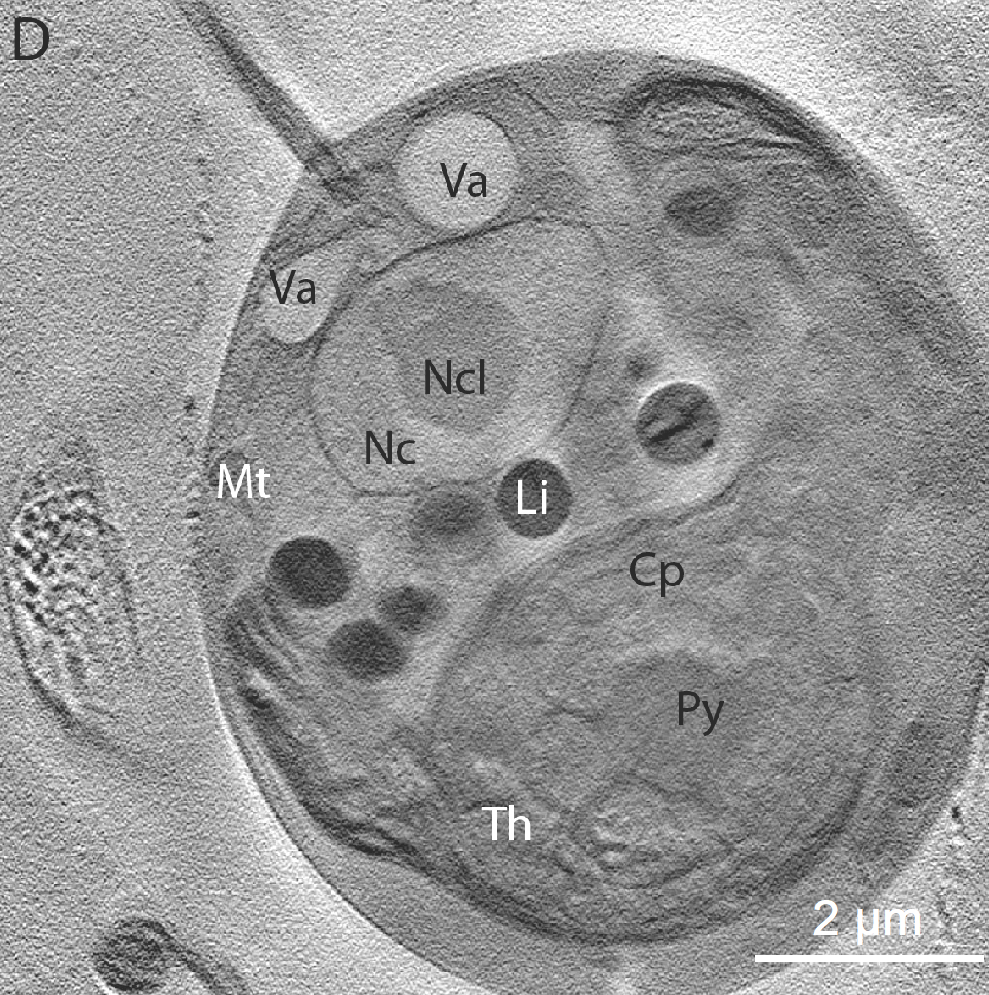
Ultraestructura. Vacuolas (Va), Núcleo (Nc,) Nucleolo (Ncl), Mitocondria (Mt), Cloroplasto (Cp), Pirenoide (Py), Tilacoides (Th), cuerpos lipídicos (Li).

En este género la célula vegetativa haplonte sufre cambios hasta funcionar como un gametangio. Se divide y se forman 4, 8, 16 a 32 gametos flagelados, que son liberadas al agua. Allí se unen dos gametos formando un huevo o cigoto. Este cigoto luego se divide meióticamente dando cuatro coosporas flageladas, las que aumentan de volumen dando cada una célula vegetativa.
Es de la División de las clorofitas,  flagelados en alguna fase, poseen clorofila a y c y carotenoides, sus reservas de energía es el almidón.